# Костенецький Яків Іванович
Яків Іванович Костенецький — літератор, правознавець, громадський діяч та пасічник-новатор. Народився в сімейному маєтку в с. Вирівка (нині село Конотопського району Сумської області). Походив з давнього козацько-старшинського роду.

## Біографія
Походив з малоросійського дворянського роду КОСТЕНЕЦЬКИХ. У 1827 закінчив Полтавську гімназію.
Вступив на етико-політичний факультет Московського університету, де досить близько познайомився з О.Герценом, М.Огарьовим і М.Станкевичем, зустрічався з М.Лермонтовим (який також у той час був студентом університету). Брав участь у студентських виступах, а згодом — в антиурядовому політичному гуртку М.Сунгурова, члени якого вважали себе наступниками декабристів, виступали проти кріпацтва і самодержавства, закликали до запровадження конституційного ладу, розробляли плани збройного повстання в Москві.

### Арешт
За участь в «Сунгуровський таємному суспільстві» у червні–липні 1831 разом з іншими гуртківцями був заарештований і 1832 засуджений. Пробув під арештом 12 місяців і за вироком суду мав бути повішений; однак, затверджуючи присуд у лютому 1833, імператор Микола I змінив його на позбавлення дворянства і направлення осудженого рядовим у Куринський полк на Кавказ.

### Військова служба
1839 за бойові заслуги при штурмі фортеці Ахульго здобув звання прапорщика і був поновлений у дворянстві. Згодом служив старшим ад'ютантом при П. X. Граббе — командувачеві військами Кавказької лінії і в Чорноморії, завідував першим відділом штабу. 1840—1841 у Ставрополі і П'ятигорську (нині обидва міста Ставропольського краю, РФ) кілька разів зустрічався з М.Лермонтовим, зокрема, допоміг йому оформити документи на відпустку.

### Після служби
У 1842 звільнений у відставку через хворобу. Жив в своєму селі в Чернігівській губернії, присвятив себе згодом земській діяльності (був почесним мировим суддею і членом ради училища) і письменництва.
Займався бджільництвом на своїй пасіці на хуторі Скибенці (поблизу Конотопа Чернігівської губернії): винайшов лінійковий вулик-лежак, друкував статті (в їх числі: Мої заняття бджільництвом в літо 1852 року // Хліборобська газета.).

## Твори
Друкувався в журналах «Сучасник», «Історичний вісник», «Російська старовина», «Журнал міністерства юстиції», «Російський архів». Його перу також належать статті «Про запис равлика» (1859), «Генерал В. Г. К.» (1875), «Ів. Скобелєв і генерал Тешен» (1882), «Розповіді про імп. Миколу I» (1883), нариси про зустрічі з М.Лермонтовим, О. Бестужевим, генералом В. Костенецьким.

### Вибрані твори
- Воспоминания из моей студенческой жизни // Русский архив. — 1887. — Кн. 1, 2, 3, 5.
- Аварская экспедиция 1837 г. // Современник. — 1850. — Кн. 10—12.
  - Записки об Аварской экспедиции [Архівовано 5 серпня 2019 у Wayback Machine.]. — СПб., 1851.
- Рассказы об императоре Николае // Исторический вестник. — 1883. — № 7.
- Об улиточной записи // Журнал Министерства юстиции. — 1859. — № 4.
- Василий Григорьевич Костенецкий. 1780—1831. [Архівовано 30 липня 2019 у Wayback Machine.] // Русская старина. — 1875. — Т. 12, № 2. — С. 407—413.
- Костенецкий Я. И. Воспоминание о Лермонтове // Русская старина. — 1875. — Т. 14, № 9. — С. 60-66.
- Ив. Скобелев и генерал Тешен // Русская старина. — 1882.

## Смерть
Помер 1 (13) червня 1885 р. на х. Скибинцях поблизу с. Сім'янівки Конотопського повіту Чернігівської губернії Російської імперії (нині — Конотопський район Сумської області України). Похований на місцевому цвинтарі.